# 達斯廷 (內布拉斯加州)
達斯廷（英語：Dustin）是位於美國內布拉斯加州霍爾特縣的非建制地區。

## 歷史
達斯廷的郵局於1883年設立，其後於1957年停運。

## 地理
達斯廷所處的海拔為高於海平面586米（即1923英呎），而該地所採用的時區為UTC-6，即北美中部时区（CST）。同時該地設有夏令時間，為UTC-6調快一小時，即UTC-5（CDT）。